# Sipura
Sipura ou Sipora est une des îles Mentawaï dans l’archipel indonésien.